# Landesarbeitsgericht Konstanz
Das Landesarbeitsgericht Konstanz war ein Landesarbeitsgericht mit Sitz in Konstanz.

## Geschichte
Gemäß Arbeitsgerichtsgesetz vom 23. Dezember 1926 wurden in Deutschland Arbeitsgerichte gebildet. Diese waren nur in der ersten Instanz organisatorisch selbstständige Gerichte, die Landesarbeitsgerichte waren den Landgerichten zugeordnet. Am Landgericht Konstanz entstand so 1927 das Landesarbeitsgericht Konstanz als eines von sechs Landesarbeitsgerichten in der Republik Baden. Sein Sprengel umfasste die Arbeitsgerichte Waldshut, Dillingen, Donaueschingen, Stockach, Radolfzell und Konstanz.
Nach der Besetzung Deutschlands durch die Alliierten wurden 1945 zunächst alle Gerichte geschlossen. Die ordentlichen Gerichte wurden schon bald wieder eröffnet, während die Arbeitsgerichte zunächst nicht wieder eingerichtet wurden, so dass arbeitsgerichtliche Streitigkeiten von den ordentlichen Gerichten erledigt werden mussten. Gemäß Kontrollratsgesetz 21 vom 30. März 1946 sollten in Deutschland Arbeitsgerichte aufgebaut werden. Die Umsetzung in Baden erfolgte erst durch die Anordnung über die Errichtung der Arbeitsgerichtsbehörden vom 8. März 1949. Danach wurde ein Landesarbeitsgericht Freiburg gebildet, das Landesarbeitsgericht Konstanz entstand nicht neu.